# Małgorzata Kwiatkowska
Małgorzata Kwiatkowska (ur. 1952 w Kłodzku) – burmistrz Kłodzka w latach 1995–1998.
Została wybrana burmistrzem Kłodzka 28 września 1995 po odwołaniu z tego stanowiska Stefana Cygnarowicza. Na początku jej kadencji podpisano umowy partnerskie z czeskim Náchodem oraz belgijskim Fléron (1995). Zawarto też umowę z Uniwersytetem Wrocławskim w sprawie uruchomienia studiów zaocznych w Kłodzku na kierunkach: prawo i administracja, filologia polska i pedagogika w celu ułatwienia mieszkańcom miasta oraz pozostałych gmin należących do Stowarzyszenia Gmin Ziemi Kłodzkiej studiowania na powyższych kierunkach (6 maja 1997).
W 1997 miała miejsce w Kłodzku powódź tysiąclecia (7/8 lipca), w wyniku której ucierpiała znaczna część miasta, w tym zabytkowa dzielnica na Piasku. Władze miasta były krytykowane za bezradność i nieskoordynowaną akcję ratunkową podczas tej klęski żywiołowej, co dało o sobie znać w przyszłorocznych wyborach samorządowych.
Małgorzata Kwiatkowska dostała się do rady miejskiej III kadencji, ale jej komitet wyborczy Przełom 2000 uzyskał tylko 3 mandaty w radzie. W 2002 kandydowała na urząd burmistrza, przegrywając z dotychczasowym zastępcą burmistrza Romanem Lipskim. Uzyskała 580 głosów (5,35%), zajmując siódme miejsce (na 10 kandydatów). W 2006 r. kandydowała z ramienia Stowarzyszenia Przyjazne Kłodzko na urząd wójta gminy, zdobywając zaledwie 6%.